# Angelika Berlejungová
Angelika Berlejungová (* 1961 Heidelberg) je německá evangelická teoložka zaměřující se na Starý zákon. Zabývá se archeologií, náboženskou historií Izraele a jeho okolí, starověkou blízkovýchodní ikonografií a semitskou epigrafií. Vyučuje Starý zákon na univerzitě v Lipsku. V roce 2017 vyšla v českém překladu její kniha Náboženské dějiny starověkého Izraele.